# THE 東南西北
The東南西北（ザ・とんなんしゃーぺー）は、日本のロックバンド。広島県尾道市出身。1985年にCBSソニーよりデビューし、1991年に解散したが、2012年より活動再開している。

## 概要
- 1984年、CBSソニーCR-Xオーディションで、グランプリを受賞。
- 1985年11月21日、CBSソニーより12インチシングル『ため息のマイナー・コード』でメジャーデビュー。
- 1991年2月10日、解散。
- 2012年、再始動を宣言。同年5月9日、新作アルバム『re-flight』をリリース。
- 2015年11月21日、デビュー30周年記念アルバム『コンパス』リリース[注釈 1]。

## メンバー
- 久保田洋司（くぼた ようじ、1966年10月28日） - ボーカル・ギター
- 大池 茂文（おおいけ しげふみ、1966年8月6日） - ドラム
- 清水 伸吾（しみず しんご、1966年6月18日） - ベース
- 加納 順（かのう じゅん、1968年8月24日） - ギター
- 入船 陽介（いりふね ようすけ、1966年10月14日） - キーボード

## 来歴
広島県立尾道東高等学校の学園祭に出演するため、久保田、大池、清水、もう一人の同級生Aの4人でビートルズのコピーバンドとして結成。
当時は、久保田、同級生Aのツインボーカルのバンドだったが大学入試により、同級生Aが脱退。その後、趣味のカメラでライブの写真を撮っていた同級生の入船が、YAMAHA DX7を持っていたため、キーボードとして参加。
後に、楽器店（マスハラ楽器）で出会った加納が参加。加納は当時、父親のエピフォンのギターを持っていたのが、参加の決め手となった。
1984年12月19日、CBSソニーCR-Xオーディション'84にてグランプリを獲得。優勝特典としてデビューが約束された。同オーディションにはLOOK（優秀賞）、種ともこ（優秀賞）、聖飢魔II（特別賞）が出場していた。
1985年11月21日、12インチシングル「ため息のマイナー・コード」でCBSソニー（現・ソニーレコード）よりデビュー。所属事務所はアミューズ。バンド名の由来は、メンバーがそれぞれ、尾道市の東・南・西・北方面に住んでいたため。
同じくアミューズに所属していた三宅裕司のラジオ番組『三宅裕司のヤングパラダイス』で一押しの新人アーティストとして紹介。同様にTBSの深夜ドラマ『冗談ストリート』にもゲスト出演するなど、アミューズ期待の新星バンドとしてプッシュされていた。
1991年2月10日に解散。各々の道に進んだ。音楽の世界に留まったメンバーもいる。
リードヴォーカル久保田洋司は、1992年にソロデビュー。また、ソングライターとして松田聖子、ribbonなどに楽曲を提供。その後ジャニーズ関係の作詞を多く手がけ、2000年代以降もトラジ・ハイジ「ファンタスティポ」などヒット曲を手がけている。
ベースの清水伸吾はスタジオ・ミュージシャンやライブサポート、劇団スーパー・エキセントリック・シアターの音楽担当などで活躍。
ドラムの大池茂文はソニーレコードのディレクターに転身し、UNICORN、すかんち、HEAVENなどの作品制作に関わった。その後ワーナーミュージック・ジャパンに移籍し、広末涼子、SBKなどのディレクションを担当。
2009年に久保田、大池、清水の3人で、尾道市内で復活ライブを開催。以降も尾道を拠点に、不定期にライブを開催。
2012年5月9日、22年振りの新作アルバム『re-flight』を発売。
2015年11月21日、デビュー30周年記念アルバム『コンパス』を発売。
2018年3月14日、配信シングル「桃の花の下で」をリリース。

## ディスコグラフィー

### シングル
| 発売日                       | 規格      | 規格品番  | 面           | タイトル                                          | 作詞                | 作曲                         | 編曲        |
| CBSソニー                    | CBSソニー | CBSソニー | CBSソニー    | CBSソニー                                         | CBSソニー           | CBSソニー                    | CBSソニー   |
| ---------------------------- | --------- | --------- | ------------ | ------------------------------------------------- | ------------------- | ---------------------------- | ----------- |
| 1985年11月21日               | 12"EP     | 12AH-1944 | A            | ため息のマイナーコード                            | 久保田洋司          | 久保田洋司                   | 白井良明    |
| 1985年11月21日               | 12"EP     | 12AH-1944 | B1           | 星がっちゃうねジャマイカ                          | 久保田洋司          | 久保田洋司                   | 戸田誠司    |
| 1985年11月21日               | 12"EP     | 12AH-1944 | B2           | 星がっちゃうねジャマイカ(Tokonatsu Kokonatsu Mix) | 久保田洋司          | 久保田洋司                   | 戸田誠司    |
| 1986年4月2日                 | 7'EP      | 07SH-1749 | A            | 内心、Thank You                                   | 松本隆              | 久保田洋司                   | 戸田誠司    |
| 1986年4月2日                 | 7'EP      | 07SH-1749 | B            | イタバリ気分、Everybody                           | 久保田洋司          | 久保田洋司                   | 戸田誠司    |
| 1986年11月21日               | 7'EP      | 07SH-1834 | A            | Shadow Dancing                                    | 松本隆              | 久保田洋司                   | 戸田誠司    |
| 1986年11月21日               | 7'EP      | 07SH-1834 | B            | マリオネットの涙                                  | 松本隆              | 久保田洋司                   | 戸田誠司    |
| 1987年4月10日                | 7'EP      | 07SH-1902 | A            | あの娘がほしい                                    | 松本隆              | 久保田洋司                   | 戸田誠司    |
| 1987年4月10日                | 7'EP      | 07SH-1902 | B            | 不思議な小鳥                                      | 松本隆              | 久保田洋司                   | 戸田誠司    |
| 1987年6月21日                | 7'EP      | 07SH-1946 | A            | 君の名前を呼びたい                                | 松本隆              | 久保田洋司                   | 戸田誠司    |
| 1987年6月21日                | 7'EP      | 07SH-1946 | B            | INNOCENCE 〜僕がここにいる〜                      | 松本隆              | 久保田洋司                   | 戸田誠司    |
| 1987年10月21日               | 7'EP      | 07SH-1984 | A            | 木枯らしの少女 -BAD GIRL But Girl                 | 神沢礼江            | 久保田洋司 安部隆雄          | 安部隆雄    |
| 1987年10月21日               | 7'EP      | 07SH-1984 | B            | 星抱きしめてDance Away                            | 久保田洋司          | 久保田洋司                   | 安部隆雄    |
| 1988年5月21日                | 7'EP      | 07SH-3068 | A            | Misty Lola -君の朝に逢いたい                      | 久保田洋司          | 久保田洋司 安部隆雄          | 安部隆雄    |
| 1988年5月21日                | 8cmCD     | 10EH-3068 | B            | 星屑のブロードウェイ                              | 入船陽介            | 入船陽介                     | 安部隆雄    |
| 1990年7月21日                | 8cmCD     | CSDL-3139 | A            | HAPPY REBIRTHDAY                                  | 久保田洋司          | 久保田洋司                   | 鈴木智文    |
| 1990年7月21日                | 8cmCD     | CSDL-3139 | B            | サーカス!サーカス!サーカス！                      | 久保田洋司          | 大池茂文 久保田洋司          | 鈴木智文    |
| コンパス／SPACE SHOWER MUSIC |           |           |              |                                                   |                     |                              |             |
| 2015年4月21日                | CD        | WGCA-3012 | 1            | 春夏秋冬（はるなつあきふゆ）                      | 久保田洋司          | 久保田洋司                   | The東南西北 |
| 2015年4月21日                | CD        | WGCA-3012 | 2            | キミワラウト                                      | 加納 順             | 加納 順                      | The東南西北 |
| 2015年4月21日                | CD        | WGCA-3012 | 3            | 純情可憐                                          | 久保田洋司          | 久保田洋司                   | The東南西北 |
| 2015年4月21日                | CD        | WGCA-3012 | 4            | よっぱらいの歌                                    | 清水伸吾            | 久保田洋司                   | The東南西北 |
| コンパス                     |           |           |              |                                                   |                     |                              |             |
| 2016年12月1日                | CD        | TNSP-0002 | 1            | Thank you girl Thank you boy                      | 久保田洋司          | 久保田洋司                   | The東南西北 |
| 2016年12月1日                | CD        | TNSP-0002 | 2            | 切ない夜は、これでおやすみ～青春の11Pieces～      | 清水伸吾 久保田洋司 | 清水伸吾 大池茂文 久保田洋司 | The東南西北 |
| 2018年4月4日                 | CD        |           | 1            | 桃の花の下で                                      | 久保田洋司          | 久保田洋司                   | The東南西北 |
| 2018年4月4日                 | CD        | 2         | 最高 Cycling |                                                   | 久保田洋司          | 久保田洋司                   | The東南西北 |

### アルバム
- 飛行少年（1986年3月21日）

01.イタバリ・ローカ 02.ヘイ・マイ・リトル・ママ 03.ナイーブ 04.内心、Thank you 05.星がっちゃうねジャマイカ 06.ため息のマイナーコード 07.微妙な気持ち 08.飛行少年 09.ワン・マン・アーミー 10.Jの後悔
- 深呼吸-DEEP BREATHING（1986年11月21日）

01.エイト・ビートのLove Letter 02.誘惑のタッチ 03.Shadow Dancing 04.君をずっと想っていたよ 05.Atmosphere 06.I Love Youは嘘の言葉 07.絵に描いたよりPictureness 08.マリオネットの涙 09.水色のドリーマー 10.レゲエな気分
- 好奇心（1987年10月21日）

01.NO-SERIOUS 02.木枯らしの少女 03.Charmin' Chime 04.Tonight 05.空翔ぶUmbrella 06.INNOCENCE 〜僕がここにいる〜 07.星を抱きしめてDance Away 08.忘れそうな君 09.時間切れでもBe My Girl 10.遊民Song
- 感情~Sensitivity~（1988年11月2日）

01.20th Century （Odyssey） 02.砂ざわりの端境期 03.要注意のThis Guy 04.さざ波Bird Child 05.Take You To The Moon 06.君が誰だか知っていたのに 07.もっと“IMAGINE” 08.Cupids 09.アロマティック／Aromatic 10.探偵は眠らない 11.Happy Birthday To You&Love
- 緑の国（1990年9月1日）

01.記憶の惑星 02.ACROSS THE WIND~想い出の途中 03.サーカス!サーカス!サーカス! 04.HAPPY REBIRTHDAY 05.彼女のINSIDE 06.グッナイ、グッバイ ダーリング 07.TRAVELLING DAYS 08.さそり座のモナド 09.明日また森で逢えました。 10.何もかも・・・（大きな大きな一日の終わりの歌） 11.バイバイ葛藤のアンビバレンス
- 飛行記録（1991年3月21日）ベスト・アルバム

01.イノセンス〜僕がここにいる 02.シャドウ・ダンシング 03.イタバリ・ローカ 04.ナイーヴ 05.内心、Thank you 06.星がっちゃうねジャマイカ 07.ため息のマイナーコード 08.水色のドリーマー 09.君をずっと想っていたよ 10.要注意のディス・ガイ 11.あの娘がほしい 12.不思議な小鳥 13.ノー・シリアス 14.木枯しの少女 〜バッド・ガール・バット・ガール 15.ミスティ・ローラ 〜君の朝に逢いたい 16.君の名前を呼びたい
- CD選書 飛行少年（1993年6月21日） - リマスタリング作品

01.イタバリ・ローカ 02.ヘイ・マイ・リトル・ママ 03.ナイーブ 04.内心、Thank you 05.星がっちゃうねジャマイカ 06.ため息のマイナーコード 07.微妙な気持ち 08.飛行少年 09.ワン・マン・アーミー 10.Jの後悔
- GOLDEN☆BEST The 東南西北 Ever Lasting Blue（2003年3月19日） - ベスト・アルバム

01.イタバリ・ローカ 02.星がっちゃうねジャマイカ（Tokonatsu-Kokonatsu Mix） 03.ため息のマイナーコード 04.微妙な気持ち 05. 内心、Thank You 06.Shadow Dancing 07.水色のドリーマー 08.Atmosphere 09.君の名前を呼びたい 10.NO-SERIOUS 11.木枯らしの少女-BAD GIRL But Girl 12.INNOCENCE-僕がここにいる 13.さざ波 Bird Child 14.彼女のINSIDE 15.HAPPY REBIRTHDAY 16.T.U.My Dear（Demo Track） 17.ため息のマイナーコード（Demo Track）
- re-flight（2012年5月9日） - 新レコーディング

01.駅前映画館 02.ため息のマイナーコード 03.星がっちゃうねジャマイカ 04.内心、Thank You 05.Jの後悔 06.Shadow Dancing 07.マリオネットの涙 08.不思議な小鳥 09.君の名前を呼びたい 10.木枯らしの少女-BAD GIRL But Girl 11.花咲く歌
- コンパス（2015年11月25日） - デビュー30周年記念アルバム

01.コンパス 02.1983 Tail Road Story 03.SHOUT 04.君を包むすべて 05.夢の国 06.オー!ハーバーランド 〜愛（うるわ）しの神戸CHICKEN GEORGE〜 07.COME WITH ME 〜愛（うつく）しの尾道 JOHN Burger & Cafe〜 08.春夏秋冬（はるなつあきふゆ）〈Album mix〉09.キミワラウト〈Remix〉10.はじめてのよう 11.飴色の毛なみ〜Classic Tracks〜 12.天竜ビューティフル 13.純情可憐〈Shimanami-DUB mix〉
- 朝露の首飾り（2020年11月21日） - デビュー35周年記念アルバム

01.青いカーディガン 02.朝露の首飾り 03.マルサシュロックの風景 04.スーパーロボットにもできない 05.恋のマグネット 06.ライオンのように雁が音のように 07.チョコレート シュークリーム ハニーパイ 08. Hello My Shadow 09.鞄に絵具を詰め込んで 10.星のペンダント 11.桃の花の下で（Album mix）12.最高 Cycling （Album mix） 13.Thank you girl Thank you boy 14.このバラッドを君に～愛しの横浜Thumbs Up 15.ブルーブラックはマゼランの彼方に

### 映像作品

#### ビデオ
- Heart and Will（1987年6月21日 48ZH-136）
- THE TON・NAN・SHA・PEI-想い出の途中-（1991年7月1日 SRVM-259）

#### LD
- THE TON・NAN・SHA・PEI-想い出の途中-（1991年7月1日 SRLM-259）

#### DVD
- Pictures 〜Heart and Will & 想い出の途中〜（2012年4月21日 DQBL-415）
- The東南西北2012 New Release記念Live in 東京 〜色は匂へど The東南西北 全方位から大集合!!〜（2014年3月19日 DQB-56）

### その他参加
- PSY・S Presents 『Collection』（1987年2月26日） - M7「絵に描いたより Pictureness」久保田、清水が参加
- UNICORN 『ヒゲとボイン』 - 大池がアシスタントディレクター兼、パーカッションで、ルー大池として参加
- 関口和之 アルバム『砂金』（1986年2月5日） - 「人気なんかラララ（We're the 二次会）」にメンバーがコーラスで参加。

## タイアップ一覧
| 使用年 | 曲名                              | タイアップ                                                     |
| ------ | --------------------------------- | -------------------------------------------------------------- |
| 1986年 | 内心、Thank You                   | ケンウッド「ミニコンポROXY」CMソング                           |
| 1986年 | イタバリ気分、Everybody           | 日本テレビ系ドラマ『このままじゃ、ボクの将来知れたもの』主題歌 |
| 1987年 | あの娘がほしい                    | NHK総合水曜ドラマ『ばら色の人生』主題歌                        |
| 1987年 | 君の名前を呼びたい                | 東宝配給映画『微熱少年』挿入歌                                 |
| 1987年 | 木枯らしの少女 -BAD GIRL But Girl | 日本テレビ系ドラマ『Wパパにオマケの子?!』主題歌                |
| 1988年 | Misty Lola -君の朝に逢いたい      | TBS系『ドーナツ6』テーマソング                                 |

## メディア出演

### 映画
- 微熱少年（1987年、東宝） - エキストラとして出演。また、同映画のオムニバスアルバムには『君の名前を呼びたい』が収録されている。

## 再始動後のライブ
（メンバー：久保田洋司、清水伸吾、大池茂文）
（メンバー：久保田洋司、加納順、清水伸吾、大池茂文）
（メンバー：久保田洋司、加納順、清水伸吾、大池茂文）